# 진천 지암리 석조여래입상
진천 지암리 석조여래입상(鎭川 芝岩里 石造如來立像)은 충청북도 진천군 진천읍 지암리, 문수암에 있는 고려시대의 석불이다. 2002년 4월 26일 충청북도의 유형문화재 제216호로 지정되었다.

## 개요
이 불상은 미륵산(彌勒山) 높은 산봉우리 가까이 위치하였는데 뒤편 숲속에 드러나 있던 것을 1970년대에 수습하여 현재의 위치에 세운 석가여래입상으로 전체 높이 180cm이다.
민머리의 정수리 부분에는 상투 모양의 머리(육계)가 큼직하게 솟아 있고, 얼굴은 원만하며 눈·코·입 또한 솜씨있게 처리되어 있다. 양쪽 귀는 긴 편이 아니나 목에는 3줄의 주름인 삼도(三道)가 뚜렷하며, 양 어깨를 감싸고 있는 옷은 가슴에 굵은 옷주름이 표현되었고 양쪽 팔부터 무릎까지 U자형으로 흘러내리고 있다. 오른손은 가슴에 들어 손바닥이 바깥을 향하여 엄지와 중지를 잡고 있으며, 왼손은 배꼽 밑에 약간 들어 손바닥이 위로 향하고 있는데 손목과 손가락 등이 부드럽게 표현되어 있다.
전체적으로 균형이 잘 잡히고 원만한 얼굴과 옷주름의 표현이 뛰어난 고려시대 초기의 석불로 진천지역 불상조성의 일면을 살필 수 있는 중요한 자료로 평가된다.

## 지정사유
이 불상은 원만한 상호와 각 부의 단아한 조각 등으로 보아 통일신라시대 여래입상의 양식의 특징을 반영하고 있는 고려시대 초기의 석불로 진천지역 불상조성의 일면을 살필 수 있는 중요불상이다.

## 참고 자료
- 진천 지암리 석조여래입상 - 국가유산청 국가유산포털